# Kovalski Fly
Kovalski Fly és un fanzine valencià que es va publicar en els anys noranta del segle XX i comptava amb la presència de diversos autors il·lustres (Nel Gimeno, Sento) que després van despuntar com és el cas de Lalo Kubala, Pedro Vera, Luis Durán, César Tormo i amb altres autors que es van dedicar a altres àrees com són la il·lustració com és el cas de Gerard Miquel (dibuixant i editor), Parrondo (il·lustrador i pintor), Olaf Ladousse, Coca Vilar (pintora), César Tormo i Oliveiro Dumas entre d'altres.

## Trajectòria
L'època daurada del fanzine va tenir lloc l'any 1997 quan li va ser atorgat el Primer Premi al millor fanzine al Saló del Còmic de Barcelona.
| Anys | Números | Títol         | Autoria         | Tipus |
| ---- | ------- | ------------- | --------------- | ----- |
| 1998 |         | Palmiro Capón | Ladislao Kubala | Série |